# Конинк, Филипс
Филипс Конинк, Филип де Конинк (нидерл. Philips Koninck, Philip(s) de Koninck; 1619, Амстердам — 6 октября 1688, Амстердам) — голландский живописец, рисовальщик и гравёр в технике офорта Золотого века искусства Голландии. Мастер картин пейзажного и портретного жанров. Ученик и подражатель Рембрандта. Он был не только художником, но и судовладельцем, управлял судоходством между Амстердамом и Роттердамом.

## Биография
Филипс де Конинк родился в Амстердаме, в семье ювелира Арта де Конинка (Aert de Koninck). Он был младшим из шести сыновей. Его племянник — живописец и гравёр Саломон де Конинк. Около 1637 года Филипс уехал в Роттердам, где до 1640 года был учеником своего старшего брата, художника Якоба де Конинка (1616—ок. 1708).
Филипс Конинк женился в 1640 году на Корнелии Фурнериус — сестре Абрахама Фурнериуса, который был учеником Рембрандта; она умерла два года спустя. Вскоре после этого брака Филипс переехал в Амстердам и, возможно, какое-то время работал там в мастерской Рембрандта; в любом случае они подружились, и в его ранних работах прослеживается влияние Рембрандта, особенно в свободной манере живописи, использовании тёплых тонов и характерной «рембрандтовской» светотени. По сведениям его младшего современника нидерландского историографа Арнольда Хоубракена, автора жизнеописаний «Великий театр нидерландских художников и художниц» (De Groote Schouburgh der Nederlantsche Konstschilders en Schilderessen, 1718—1721), Конинк завершил свое обучение в студии Рембрандта. Однако этот факт до настоящего времени подвергается сомнению, хотя влияние Рембрандта и непрекращающиеся связи двух художников на протяжении всей жизни очевидны.
В 1657 году художник снова женился, на этот раз на Маргарете ван Рейн. Супруги жили на Кайзерсграхте и у них было восемь детей. Помимо живописи Филипс Конинк занимался коммерцией, что было обычным для голландских художников того времени, но Филипс был ещё и судовладельцем и содержал паромное сообщение между Роттердамом и Амстердамом.
Давним и близким другом художника был поэт и драматург Йост ван ден Вондел, портреты которого Конинк неоднократно писал. Последний портрет поэта он сделал незадолго до его смерти в 1679 году. С 1650 по 1670 год Филипс Конинк также писал портреты многих выдающихся людей Нидерландов. Высоко ценились и его пейзажи. Однако в последние годы он много болел и в 1688 году скончался в Амстердаме; расходы на погребение после его смерти составили 600 гульденов (годовую зарплату того времени).

## Творчество
Фмилипс Конинк успешно работал во многих жанрах: писал бытовые сценки, пейзажи и портреты. Его портреты и жанровые произведения в своё время ценили и хвалили за их сходство и живость. Примечательно, что Арнольд Хоубракен критиковал портреты и фигурные композиции Рембрандта за «тёмный фон», сравнивая их с более ярким и красочным фоном картин Конинка: «Он [Конинк] создал силу в своих работах через ясность… он показывает своему мастеру Рембрандту со стороны область как в ясный день, он не боится (вопреки природе) превратить небо позади в тёмную ночь. . . и рисует не то что Рембрандт, без призраков и теней… Взгляните на это великолепное произведение, живое зрелище Венеры, которая спит здесь, и никакой щит не сравнится с ним, это не краска, но плоть и кровь..».
В наше время Конинк более известен как художник Золотого века, создававший преимущественно обширные пейзажи с широким охватом пространства и высоким небом, получившими обобщающее название «панорамного стиля» (Weltlandschaft). Характерной чертой этого стиля было создание пейзажей, которые он выстраиваk с высокой точки зрения. Свои панорамы он создавал как вид с вершины холма или другого возвышения местности. Извилистые реки и облачное небо часто доминируют над его холмистыми пейзажами с глубокими тёмными тенями подобно картинам «панорамного стиля» Рёйсдала.
Большинство его пейзажей невозможно отождествить с конкретными местами. Однако постоянно повторяющимся мотивом его работ можно считать засаженные деревьями равнины, по которым извивается река, которые можно найти в некоторых районах Гелдерланда (восточные Нидерланды).

## Галерея

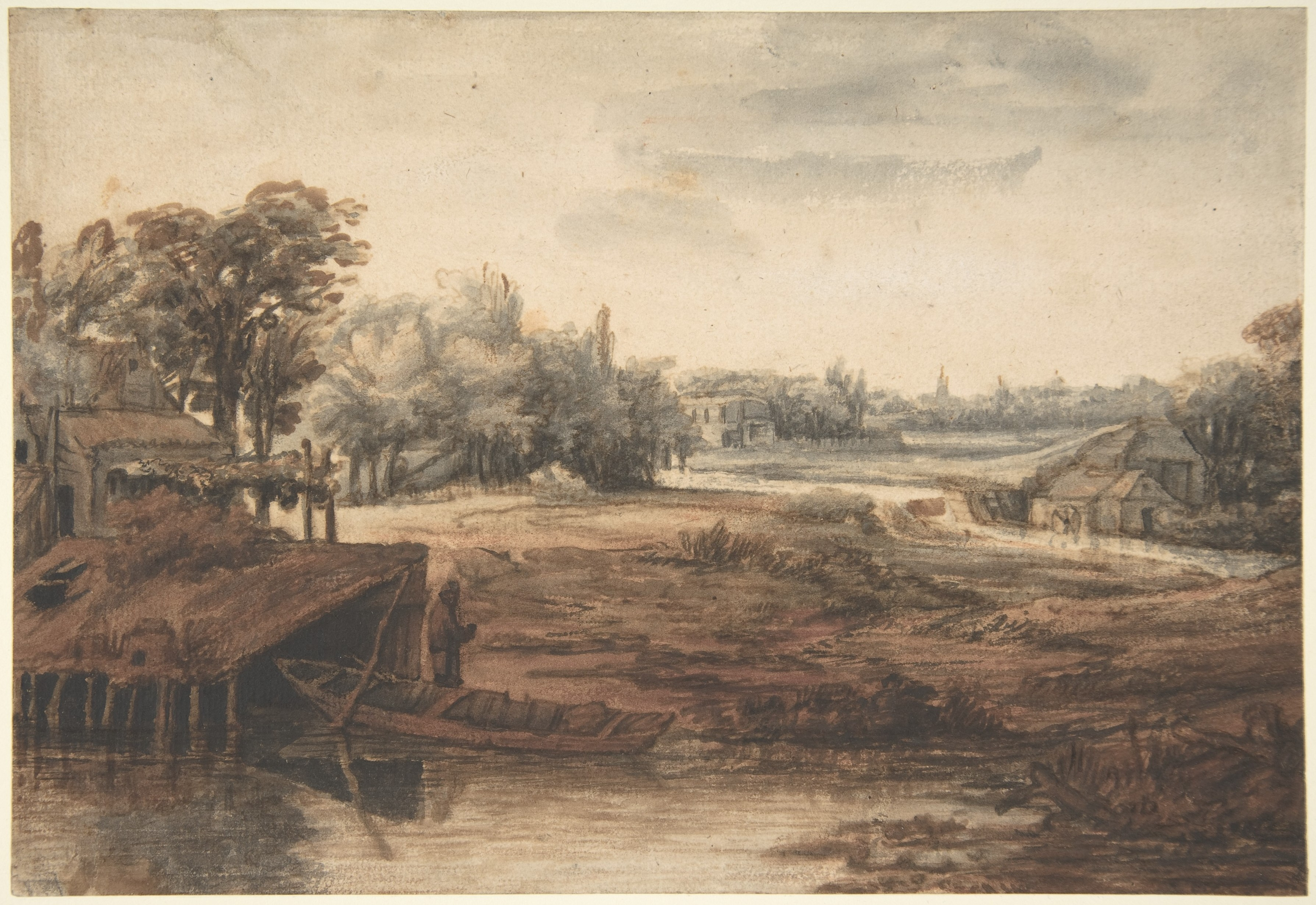
Речной пейзаж с фигурой у лодочного домика. Бумага, карандаш, сангина, сепия. Метрополитен-музей, Нью-Йорк
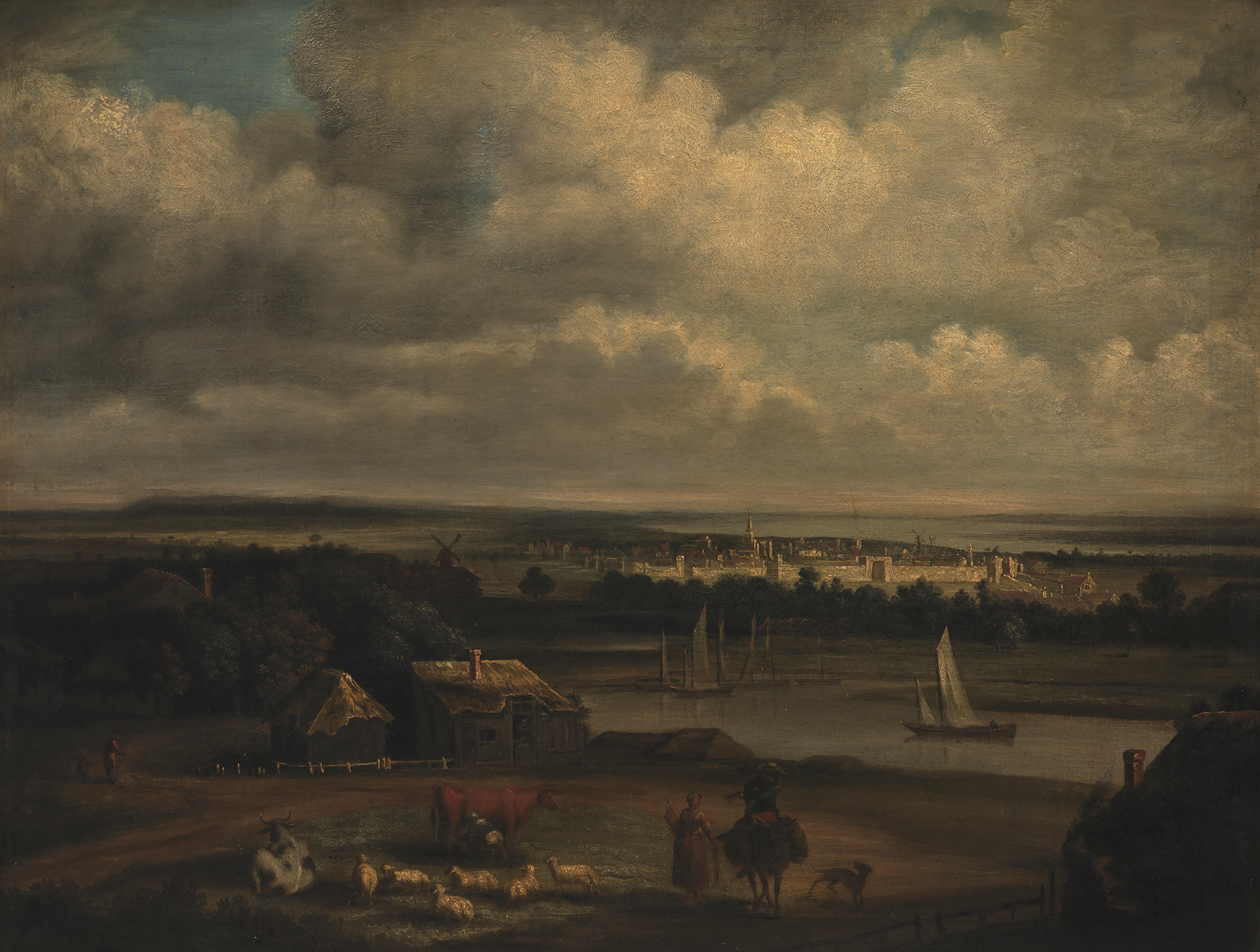
Пейзаж. Между 1634 и 1688. Холст, масло. Государственный музей искусств, Копенгаген
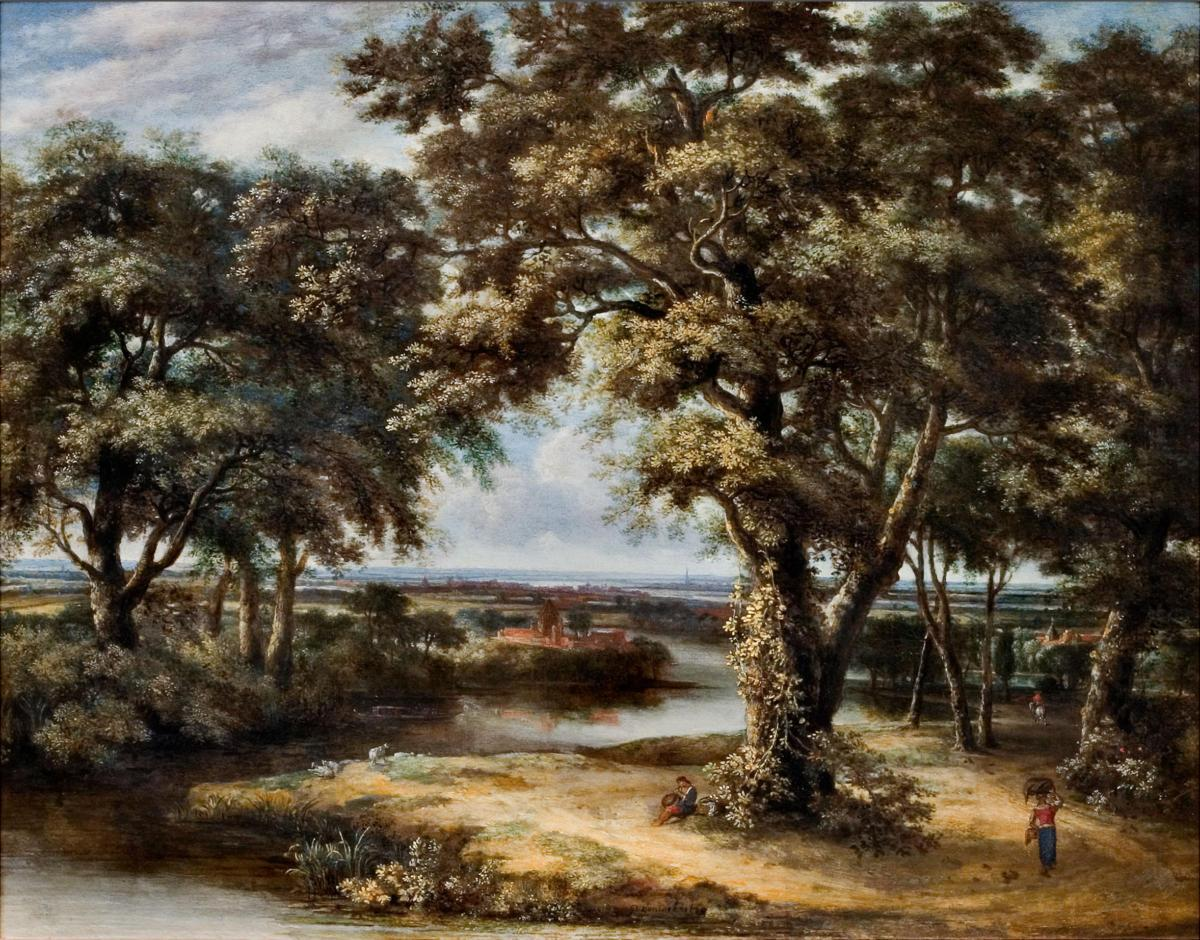
Пейзаж с деревьями. Холст, масло. Музей ван Эрден, Леердам
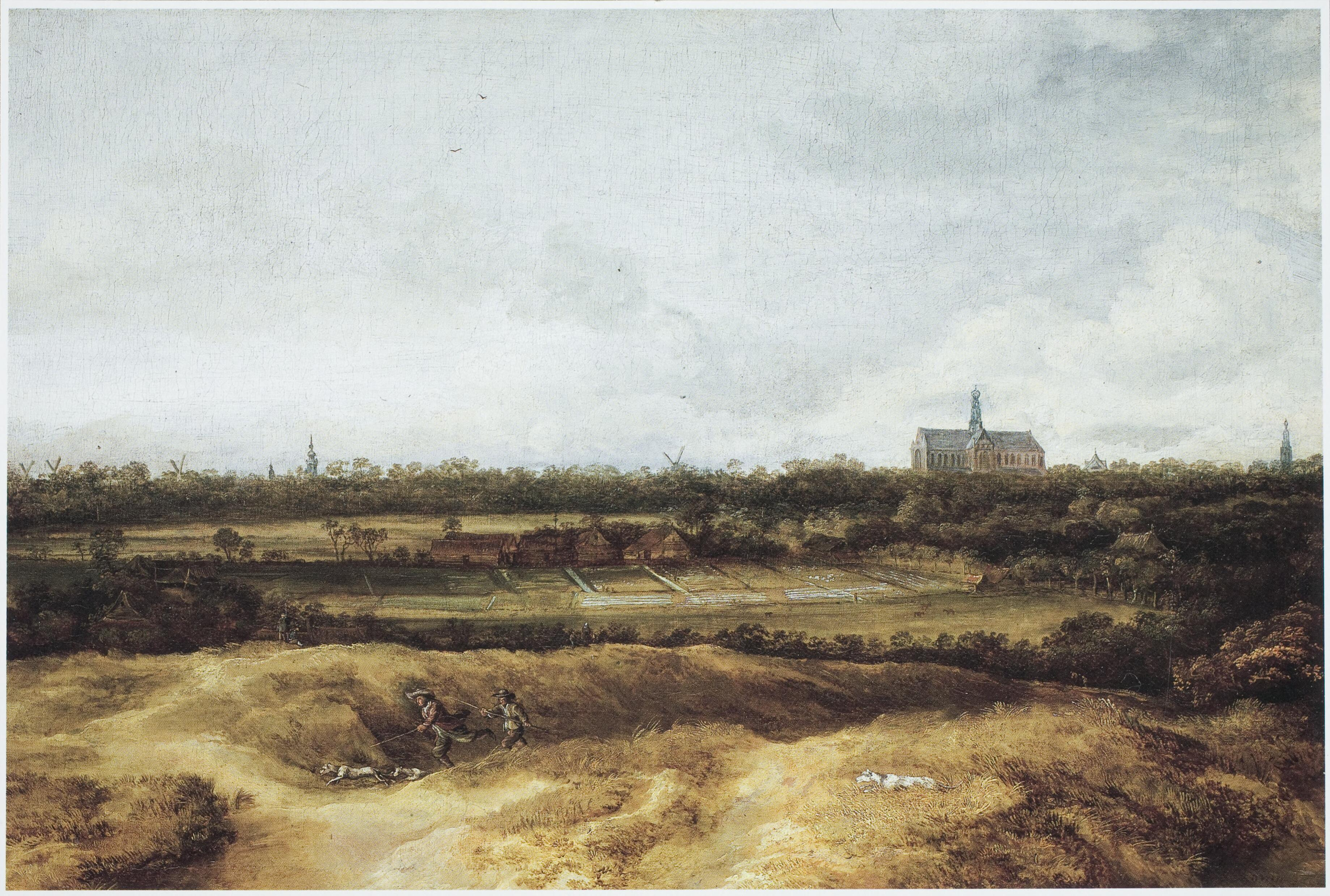
Светлые поля возле Харлема. 1670-е. Холст, масло. Частное собрание
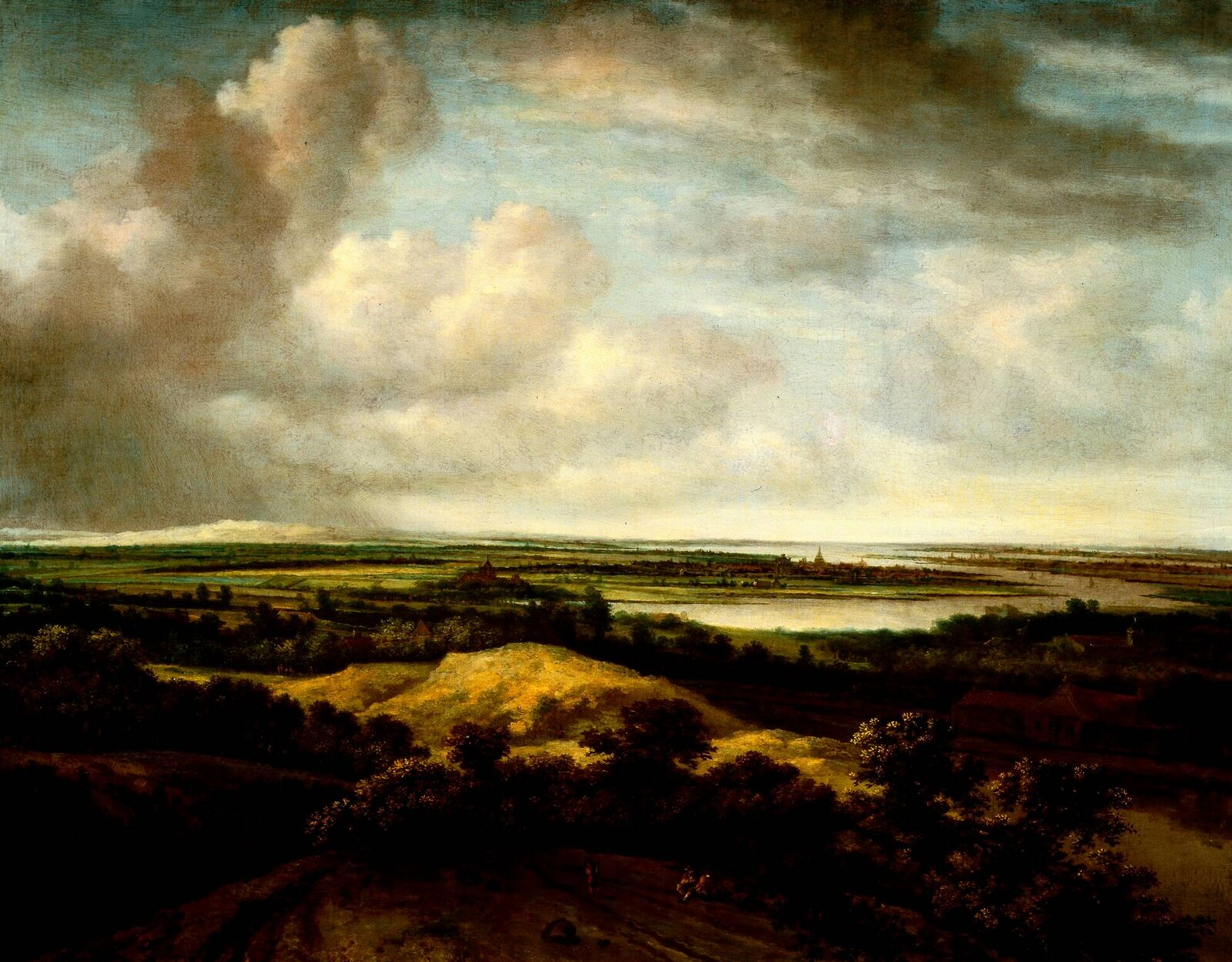
Речной ландшафт с песчаным холмом. 1664. Холст, масло. Музей Бойманса-ван Бёнингена, Роттердам
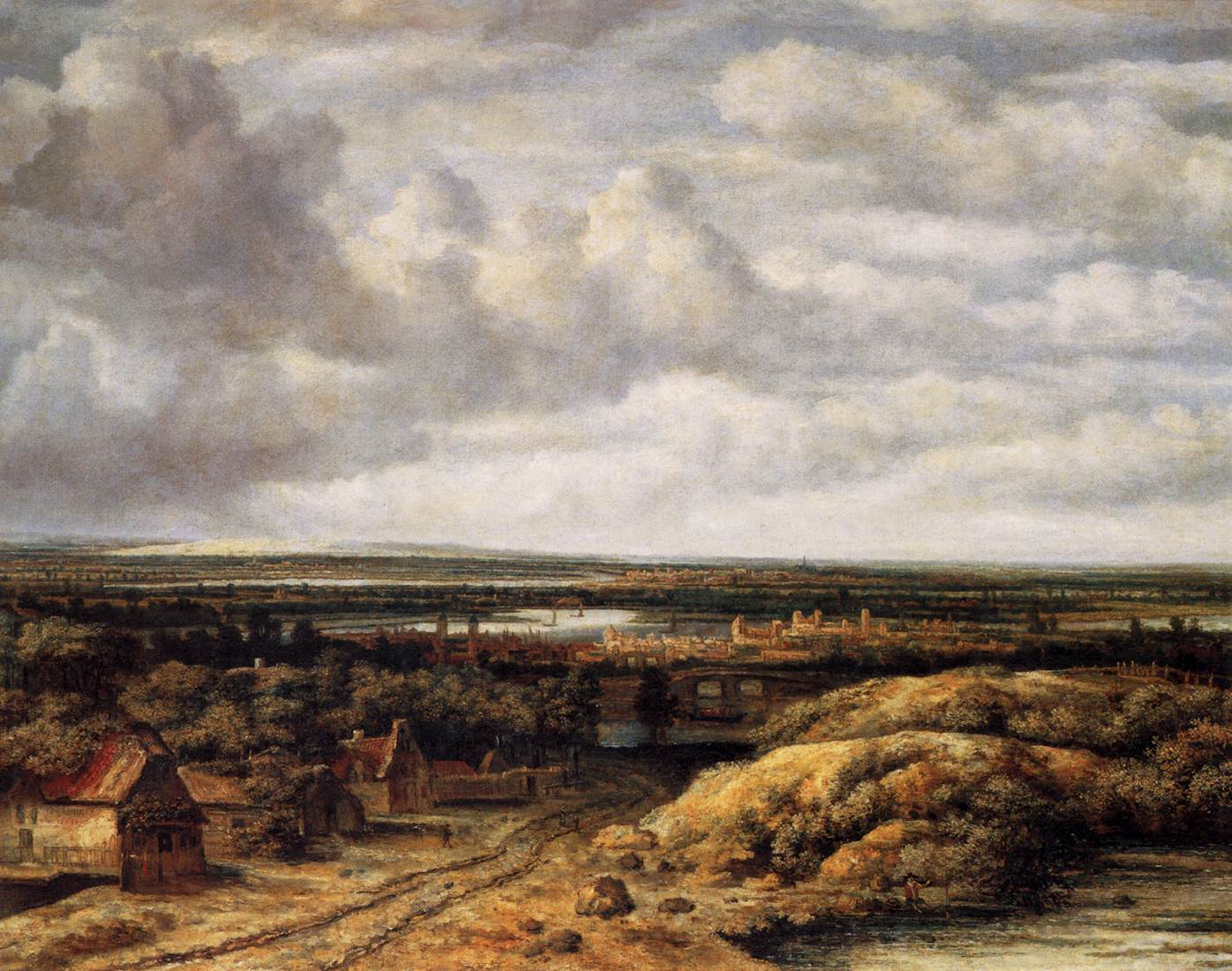
Панорама с фермерскими домами вдоль дороги. 1655. Холст, масло. Рейксмюсеум, Амстердам
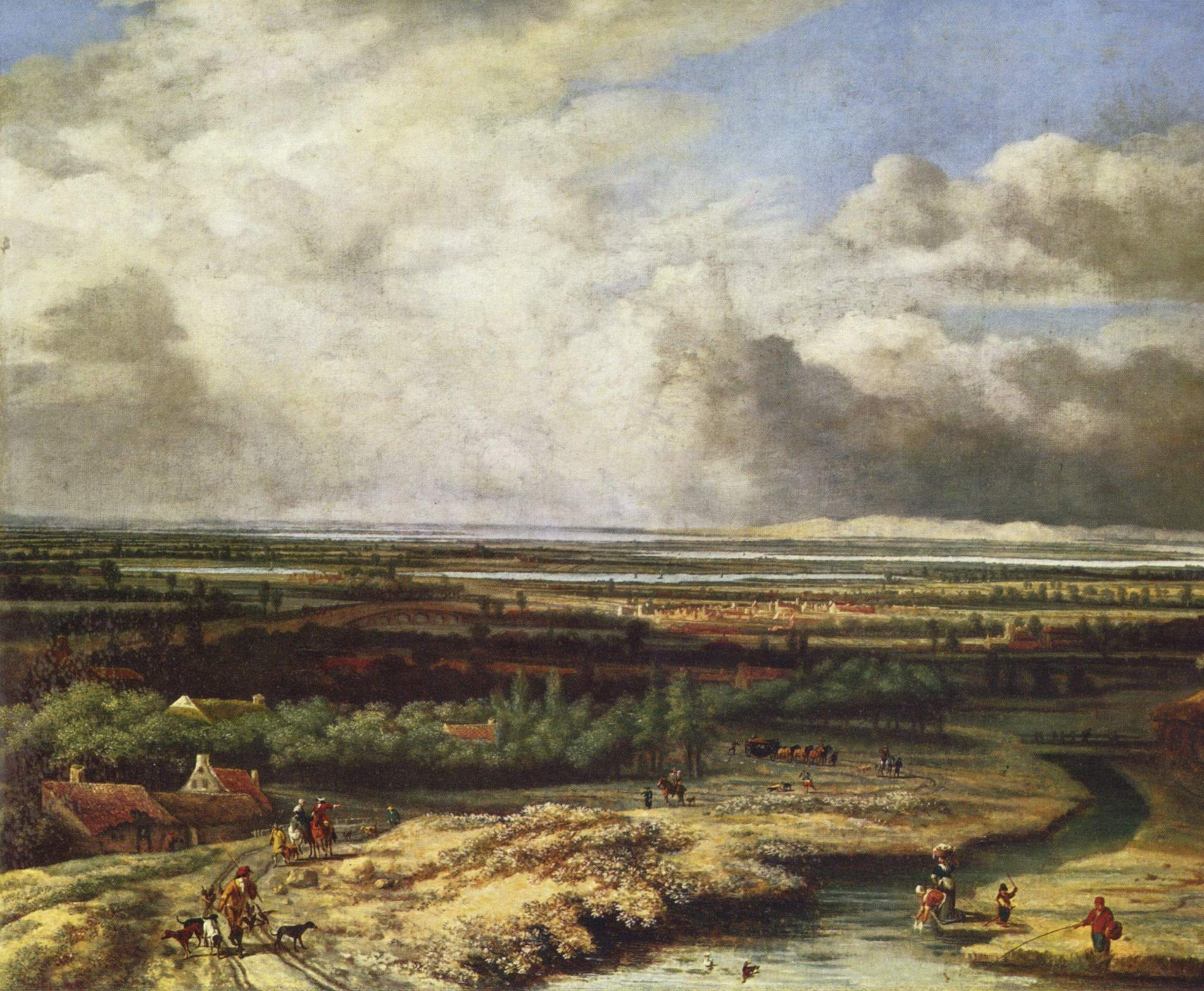
Речной пейзаж с отрядом охотников. Ок. 1650. Холст, масло. Национальная галерея, Лондон